# Bagerhat S.
Bagerhat S. är ett underdistrikt i Bangladesh. Det ligger i den södra delen av landet, 130 kilometer sydväst om huvudstaden Dhaka.
Trakten runt Bagerhat S. består huvudsakligen av våtmarker. Runt Bagerhat S. är det mycket tätbefolkat, med 1 095 invånare per kvadratkilometer.